# Badia di Santa Reparata
La badia di Santa Reparata, detta anche Badia del Borgo o Badia di Marradi, si trova nel comune di Marradi, nell'Appennino faentino.

## Storia e descrizione
Documentata come cenobio benedettino nel 1025, nel 1090 pervenne alla congregazione vallombrosana che la detenne fino alla soppressione ottocentesca.
Della chiesa medievale resta il possente campanile che conferisce al complesso l'aspetto di una fortezza piuttosto che di un monastero. Ampi resti di muratura romanica sono visibili sul fianco sinistro della chiesa, la quale mostra una facciata barocca. Anche l'interno è stato completamente risistemato nel Settecento, e di quest'epoca sono i grandi altari con tele coeve.
Di notevole interesse sono le opere del Maestro di Marradi (fine XV - inizio XVI secolo) ivi conservate: la Madonna col Bambino e i santi Benedetto, Reparata, Giovanni Gualberto e Bernardo degli Uberti, un San Giovanni Gualberto in trono di tono arcaico nella sua frontalità ed un finto paliotto in cui è dipinta una finta stoffa aperta al centro in un tondo che ospita l'immagine di Santa Reparata. Le opere sono considerate le principali del pittore formatosi forse accanto al Ghirlandaio, informato degli sviluppi artistici fiorentini del tardo Quattrocento, pur rimanendo di tendenza arcaizzante, come dimostra la grande perizia nella decorazione calligrafica e il vasto uso dell'oro. Esse furono commissionate dall'abate fiorentino Taddeo Adimari, esiliato lontano dalla città natale perché in contrasto con Lorenzo il Magnifico.
Da segnalare anche le opere del pittore forlivese Antonio Fanzaresi (XVIII secolo): Tentazioni di san Benedetto, Martirio di santa Reparata, San Benedetto e due santi in adorazione del Santissimo Sacramento